# 茄苳腳 (南投縣)
茄苳腳，是臺灣南投縣南投市的一個傳統地域名稱，位於該市南部。相較於今日行政區，其範圍大致包括嘉興里不含東北部凸出部分（千秋路以北）、嘉和里。

## 歷史
台灣清治末期至日治初期，茄苳腳地區為一街庄，稱為「茄苳腳庄」，隸屬於南投堡。該庄北與三塊厝庄為鄰，東與包尾庄為鄰，東南邊一小段與番仔藔庄為鄰，南邊為新街、大庄，西邊為武東堡的施厝坪庄、南投堡的施厝坪庄。
1901年（日治明治三十四年）11月，全台廢縣廳改設二十廳，該庄隸屬於南投廳。1903年（明治三十六年）6月，該庄編入「南投區」，隸屬於南投廳。1909年（明治四十二年）10月，合併二十廳為十二廳，南投區仍隸屬於南投廳。1920年（大正九年），全台地方制度大改正，廢十二廳改設五州二廳，該庄改制為「茄苳腳」大字，隸屬於臺中州南投郡南投街。
戰後南投街改制為南投鎮，隸屬於臺中縣，大字亦改制為里。1950年10月，中、彰、投分治，南投鎮改隸屬南投縣。1981年，南投鎮升格為南投市。

## 聚落
本地區發展較早的聚落有茄苳腳、石頭公、牛食水等，在日治期初期的官方地圖上已有記載。

## 交通
國道3號又稱「福爾摩沙高速公路」，是貫穿台灣西部的兩條縱向高速公路之一，大致以西北—東南走向轉北北東—南南西走向蜿蜒經過茄苳腳地區東部邊界外不遠處，並在東鄰包尾與二重溪交界地帶設有南投服務區。北側最近的交流道是福崗路一段交會處的南投交流道，南側最近的是名間交流道。由此等可快速前往台灣南北各地，或於更北側的中興系統交流道轉省道台76線以前往彰化平原。
省道台3線（南崗一路、彰南路一段）俗稱「內山公路」，是臺北至屏東的平面幹道，大致以西北微北—東南微南走向由本地區北部邊界東側入境後，經省道台14乙線終點路口、省道台3甲線終點路口後轉南南東蜿蜒而行，經茄苳腳聚落後出境。由該道路向西北微北轉北北西繞過南投市區西側後，再經省道台14丁線路口後繞彎道轉東北經省道台14乙線立體交叉路口、國道3號高架橋下後可前往草屯、霧峰、大里、台中市區等地；向南南東轉南可前往名間、竹山、林內、斗六等地。
省道台3甲線（彰南路一段）是草屯至南投五塊厝的幹道，其南側端點位於本地區北部近邊界地帶東側的省道台3線路口。由此向北過省道台14乙線路口後出境，蜿蜒行經三塊厝東南部凸出部分、南投市區再轉北北西可前往牛運堀、半山、林子，其後於省道台14丁線終點路口轉東北經國道3號高架橋下後可續前往營盤口、山腳、山腳與林子頭交界地帶、草屯市區、番子田與牛屎崎交界地帶並止於省道台3線另一路口。
省道台14乙線（中興路）是芬園至南投五塊厝的幹道，其南側端點位於本地區北部近邊界地帶東側的省道台3線路口，亦即台3甲線終點路口西北側約50公尺處。由此向東北東經省道台3甲線路口後出境，經三塊厝東部凸出部分南側後轉北，可前往包尾、軍功寮、內轆、營盤口、山腳南部、國道3號中興交流道、月眉厝、新庄西部的北投舊街聚落、石頭埔、下茄荖並止於省道台14線路口。
縣道150號（大庄路）是芳苑至南投的道路，其東側端點位於本地區北部近邊界地帶東側的省道台3線路口，也是省道台14乙線終點路口。由此向西南西繞彎道轉南南西，至本地區南部邊界地帶轉西大致沿邊界地帶而行以至出境。續行一段路後轉西南可前往名間西北部、田中、北斗、埤頭、二林、芳苑等地。
鄉道投25線（府南二路、千秋路）是南投至名間的道路，其北側端點位於本地區北鄰三塊厝境內東南端的省道台14乙線路口。由此向南南東出三塊厝後，大致沿本地區與包尾交界地帶而行，至千秋路路口轉東北東續沿邊界地帶而行，其後轉東南東出境，於包尾南部的千秋斗聚落轉南可前往番子寮、名間並止於省道台3線路口。
鄉道投29線是茄苳腳至赤水的道路，其東北側端點位於本地區南側的縣道150號路口。由此向南繞彎道轉西南西再順路轉南後出境，可前往新街與大庄交界地帶、新街與田子交界地帶、田子、皮子寮東南端、赤水並止於鄉道投36線路口。
鄉道投30線（八卦路36巷）是橫山至虎山坑的道路，大致以西北西—東南東走向到達本地區西部北側凸出部分的西南端後，轉東北沿邊界而行，入境後轉東南再轉東南東，其後順路轉南南西，至本地區南部邊界西側轉西北西，至本地區西南端轉南出境。由該道路向西北西可前往西施厝坪與東施厝坪交界地帶，並止於縣道橫山聚落北郊的縣道139乙線路口；向南可前往大庄與西施厝坪交界地帶、大庄與廍下交界地帶、大庄南部、大庄與田子交界地帶、田子西南部、下新厝並止於省道台3線路口。

## 學校
- 五育高中
- 南崗國中
- 嘉和國小

## 廟宇
- 茄苳腳永和宮（石頭公廟）

## 產業
- 臺糖茄苳腳農場